# Oosterwolde

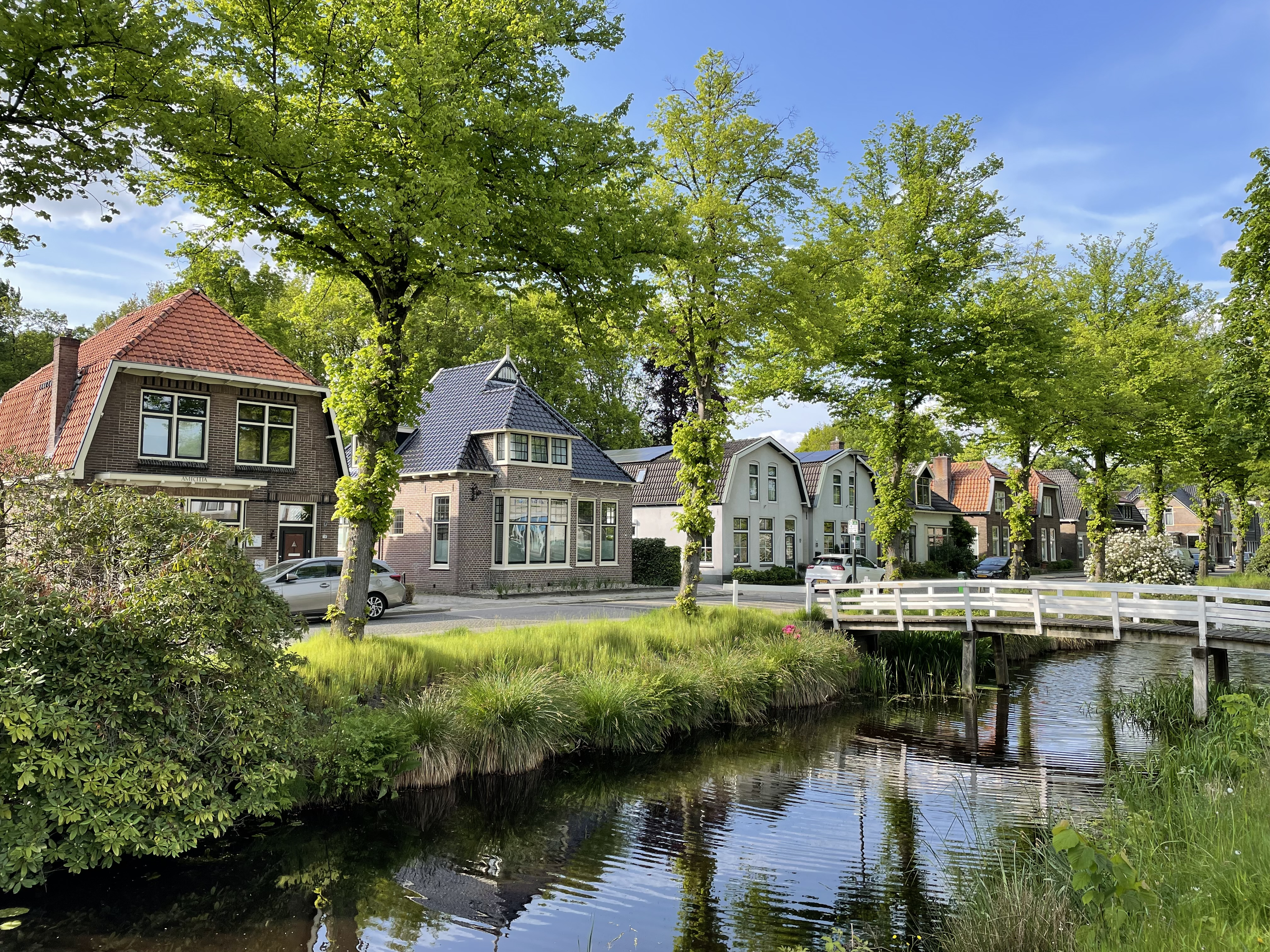
Quadoelenweg, Oosterwolde

Oosterwolde – wieś w północnej Holandii, w prowincji Fryzja, w siedziba gminy Ooststellingwerf. W 2018 roku miejscowość liczyła 8975 mieszkańców. Jest położona 16 kilometrów na zachód od miasta Assen i 30 km na południowy zachód od Groningen.